# Ghost of Yōtei
Ghost of Yōtei ist ein kommendes Open-World-Action-Adventure mit Rollenspielelementen, das von Sucker Punch Productions entwickelt und von Sony Interactive Entertainment exklusiv für die PlayStation 5 veröffentlicht wird. Die Fortsetzung von Ghost of Tsushima (2020) ist für den 2. Oktober 2025 angekündigt.

## Handlung
Das Spiel spielt im Jahr 1603 auf der nördlichen Insel Hokkaido (damals als Ezo bekannt), etwa 329 Jahre nach den Ereignissen von Ghost of Tsushima. Die Protagonistin Atsu (gesprochen von Erika Ishii und Fairouz Ai) ist eine Kriegerin, die nach der Ermordung ihrer Familie durch die geheimnisvolle Bande Yōtei Six auf Rache sinnt. Sie übernimmt die Rolle des „Ghost“ (Geist), um ihre Feinde zu jagen und Gerechtigkeit zu üben.

## Gameplay
Wie sein Vorgänger ist Ghost of Yōtei ein Open-World-Spiel mit Schwerpunkt auf Nahkampf, Stealth und Erkundung. Neue Waffen wie Ōdachi, Kusarigama, Tanegashima (historische Feuerwaffen) und Doppel-Katanas erweitern das Kampfsystem. Zudem führt das Spiel ein Kopfgeldsystem ein, bei dem Spieler Aufträge annehmen können, um Geld für ihre Reise zu verdienen.
Die Entwickler betonen, dass Spieler mehr Einfluss auf Atsus Entscheidungen und die Entwicklung der Legende des Ghosts haben werden als im Vorgänger. Die Spielwelt soll vielfältiger sein, mit dynamischen Wettersystemen, Nordlichtern und realistischer Vegetationsphysik.